# Dueñas
Dueñas és un municipi de la província de Palència, a la comunitat autònoma de Castella i Lleó, Espanya. El municipi ostenta el títol de Conjunt Històric-Artístic des del 6 de juliol de 1967 i el títol de Ciutat i el tractament d'Excel·lentíssim al seu ajuntament des del 3 d'agost de 1928, atorgat pel monarca Alfons XIII, en reconeixement del seu "creixent desenvolupament de l'agricultura, la indústria i el comerç, i per la seva constant adhesió a la Monarquía". Els fets històrics transcorreguts a la vila i el gran volum de manifestacions artístiques de qualitat, amb construccions populars típicament castellanes i les coves i bodegues, la van fer mereixedora d'aquestes denominacions.

## Demografia
| 1991 | 1996 | 2001 | 2004 |
| ---- | ---- | ---- | ---- |
| 3090 | 2985 | 2964 | 3029 |